# Timyra
Timyra är ett släkte av fjärilar. Timyra ingår i familjen Lecithoceridae.

## Dottertaxa tillTimyra, i alfabetisk ordning[1]
- Timyra aeolocoma
- Timyra alloptila
- Timyra aulonitis
- Timyra autarcha
- Timyra cicinnota
- Timyra cingalensis
- Timyra crassella
- Timyra dipsalea
- Timyra extranea
- Timyra floccula
- Timyra irrorella
- Timyra lecticaria
- Timyra machlas
- Timyra marmaritis
- Timyra metallanthes
- Timyra orthadia
- Timyra parochra
- Timyra pastas
- Timyra perionella
- Timyra peronetris
- Timyra phorcis
- Timyra phycisella
- Timyra praeceptrix
- Timyra pristica
- Timyra schoenota
- Timyra selmatias
- Timyra sphenias
- Timyra stachyophora
- Timyra stasiotica
- Timyra temenodes
- Timyra tinctella
- Timyra toxastis
- Timyra xanthaula